# Municipio de Lagunillas (Michoacán)
El municipio de Lagunillas es uno de los 113 municipios que conforman el estado mexicano de Michoacán. Debe su nombre al sistema de lagos y lagunas que en tiempos remotos existían en la región.

## Historia
La población se desarrolló en la época colonial alrededor de la Hacienda de Lagunillas. En mayo de 1811 se produjo en su territorio un enfrentamiento de las fuerzas revolucionarias con el general Robledo. En 1930 y en el marco de la Reforma Agraria, se creó como pueblo, y el 8 de agosto de 1950 el Congreso del Estado de Michoacán decretó la creación del municipio de Lagunillas con cabecera en la localidad del mismo nombre.

## Geografía
Ubicado al norte del estado de Michoacán de Ocampo (19º34’ de latitud norte y 100º30’ de longitud oeste), limita de norte a sureste con el municipio de Morelia, al sur con Huiramba y al oeste conTzintzuntzan y su superficie es de 83.23 km². 
La localidad de Lagunillas, ubicada a 2100 metros sobre el nivel del mar, tiene una población de 2331 habitantes y se encuentra a 30 km de la capital del estado, a la que la une la carretera federal No. 14 Morelia-Pátzcuaro.
Su relieve es montañoso, característico del Eje Neovolcánico, e incluye la sierra del Tigre y cerro del Águila. Es recorrido por los ríos Prieto y El Cuanajo.
De clima templado semihúmedo en verano, la temperatura máxima es de 32 °C y la mínima de 18. En invierno la máxima promedia los 24.5 °C y la mínima es de 8.3. La época de lluvias es el verano y tiene una precipitación pluvial anual de 784.6 milímetros.
Predomina el bosque mixto, con pino, encino y cedro.

## Demografía
De acuerdo a los resultados del Censo de Población y Vivienda realizado en 2020 por el Instituto Nacional de Estadística y Geografía, la población total del municipio de Lagunillas es de 5745 habitantes, de los cuales 2813 son hombres y 2932 son mujeres.

### Localidades
En el censo de 2020 el municipio de Lagunillas contaba con 10 localidades.
| Código INEGI    | Localidad               | Población (2020) |
| --------------- | ----------------------- | ---------------- |
| 160480001       | Lagunillas              | 2 664            |
| 160480005       | Huatzangio              | 827              |
| 160480002       | La Caja                 | 683              |
| 160480004       | Fontezuelas             | 480              |
| 160480010       | El Romeral              | 302              |
| 160480007       | Ojo de Agua de Pastores | 280              |
| 160480008       | Las Pilas               | 237              |
| 160480020       | Pastores                | 175              |
| 160480011       | Yerbabuena Vieja        | 91               |
| 160480016       | El Romeral              | 6                |
| Total municipal | Total municipal         | 5 745            |